# 화명고등학교
화명고등학교(華明高等學校)는 대한민국 부산광역시 북구 화명동에 있는 공립 고등학교이다.

## 학교 연혁
- 2001년 12월 30일 : 화명고등학교 24학급 설립인가
- 2002년 3월 1일 : 화명고등학교 개교
- 2002년 3월 1일 : 초대 이성호 교장 취임
- 2002년 3월 4일 : 제1회 입학식(10학급 357명)
- 2002년 3월 21일 : 교사 준공식
- 2004년 2월 28일 : 6개 교실 증축
- 2005년 2월 18일 : 제1회 졸업식(10학급 364명)
- 2006년 1월 25일 : 교훈석 건립
- 2010년 3월 1일 : 부산광역시교육청 지정 학력신장 선도학교 운영(2010~2014)
- 2012년 9월 1일 : 꿈나래실, 영어 · 수학 교과교실 개관식
- 2014년 2월 20일 : Wee 클래스(학생공감상담실) 개관식
- 2022년 2월 10일 : 제18회 졸업식(10학급 270명, 누계 7,535명)
- 2023년 12월 29일 : 제20회 졸업식(9학급 221명)
- 2024년 3월 1일 : 제11대 이상열 교장 취임
- 2024년 3월 4일 : 제23회 입학식(9학급 206명)

## 참고 자료
- 화명고등학교 - 한국교육학술정보원 학교알리미